# Эрнандес, Патрик
Патрик Эрнандес (фр. Patrick Hernandez; 6 апреля 1949 года, Ле-Блан-Мениль, Франция) — французский певец в жанре диско, поющий на английском языке.

## Биография

### Ранняя карьера
Отец-испанец, а мать наполовину австрийского и наполовину итальянского происхождения. Заинтересовался музыкой в подростковом возрасте, и до середины 1970-х годов объездил юг Франции, участвуя в различных музыкальных группах. Именно в это время он познакомился с гитаристом, вокалистом и аранжировщиком Эрве Толансом (Hervé Tholance), вместе с которым они стали выступать в дуэте.

### Дальнейшая работа
В 1979 г. Эрнандес записал ряд диско-хитов, принесших ему известность, в том числе международно известный хит «Born to Be Alive», проданный в более чем 50 странах. В 1980-е годы совершил ряд международных туров, но его новые песни пользовались всё меньшим успехом.
В 1979 году на кастинге в подтанцовку мирового тура Эрнандес и его продюсер Жан Ван Ло (фр. Jean Van Loo) была в будущем знаменитая Мадонна Луиза Чикконе. В подтанцовку её не взяли, так как она слишком выделялась, однако была приглашена продюсерами в Париж. Там она полгода жила на Бульваре Курсель в комнате гувернантки над квартирой другого продюсера Патрика — Жан-Клода Пелеррина (фр. Jean-Claude Pellerin). С ней обращались как со звездой, но ни один из ориентированных на диско проектов не был реализован. Вопреки слухам, Мадонна никогда не танцевала у Патрика Эрнандеса.

### Личная жизнь
Женат с 1990-х годов. Имеет дочь Викторию (род. 2006).

## Дискография

### Синглы
- Born to be Alive
- Someone's Stepping On My Mushrooms
- You Turn Me On
- Disco Queen
- Back to Boogie
- Can't keep it up
- Goodbye
- Y'a toujours des sam'dis soirs
- Fais moi calin
- Non Stop
- Tallulah
- Kalisha Kalima
- Born to Be Alive
- The Drinks
- Born to Be Alive Back to Boogie
- Losing sleep over you
- Get ready
- Children of circumstance
- Down on easy street
- Lover identify card
- Ballerina
- Can't keep it up
- I give rendez-vous
- You really got me
- Mystery nights
- Show me the way you kiss
- Back in tune
- Down on the corner
- Changer le monde avec l'amour en duo avec Alec Mansion